# النجيدين (الضليعة)
'

تعديل مصدري - تعديل

النجيدين هي إحدى قرى عزلة الضليعة بمديرية الضليعة التابعة لمحافظة حضرموت، بلغ تعداد سكانها 315 نسمة حسب تعداد اليمن لعام 2004.